# Christiansted National Historic Site
Die Christiansted National Historic Site ist ein denkmalgeschütztes Stadtviertel in Christiansted auf Saint Croix (Amerikanische Jungferninseln). Die in Ufernähe liegende Zone ist 2,8 ha groß und hat den Status einer National Historic Site.

## Geschichte
Christiansted wurde im zweiten Viertel des 18. Jahrhunderts durch die Dänische Westindien-Kompanie auf der früheren französischen Siedlung Basin erbaut. Bis Ende des Jahrhunderts war der Ort durch die Produktion von Zuckerrohr zu besonderem Wohlstand gelangt und war von 1755 bis 1871 der Verwaltungssitz
von Dänisch-Westindien.
Die National Historic Site wurde auf Initiative der Bürger von Christiansted im Jahr 1952 etabliert. Die Schutzzone soll mit ihren historischen Bauwerken das Leben in der früheren dänischen Kolonie sichtbar machen. Am 15. Oktober 1966 wurde die Christiansted National Historic Site als Historic District im National Register of Historic Places verzeichnet. Teile der National Historic Site wurden am 30. Juli 1976 in den Christiansted Historic District aufgenommen, der eine Fläche von 55 ha hat.

## Bauwerke

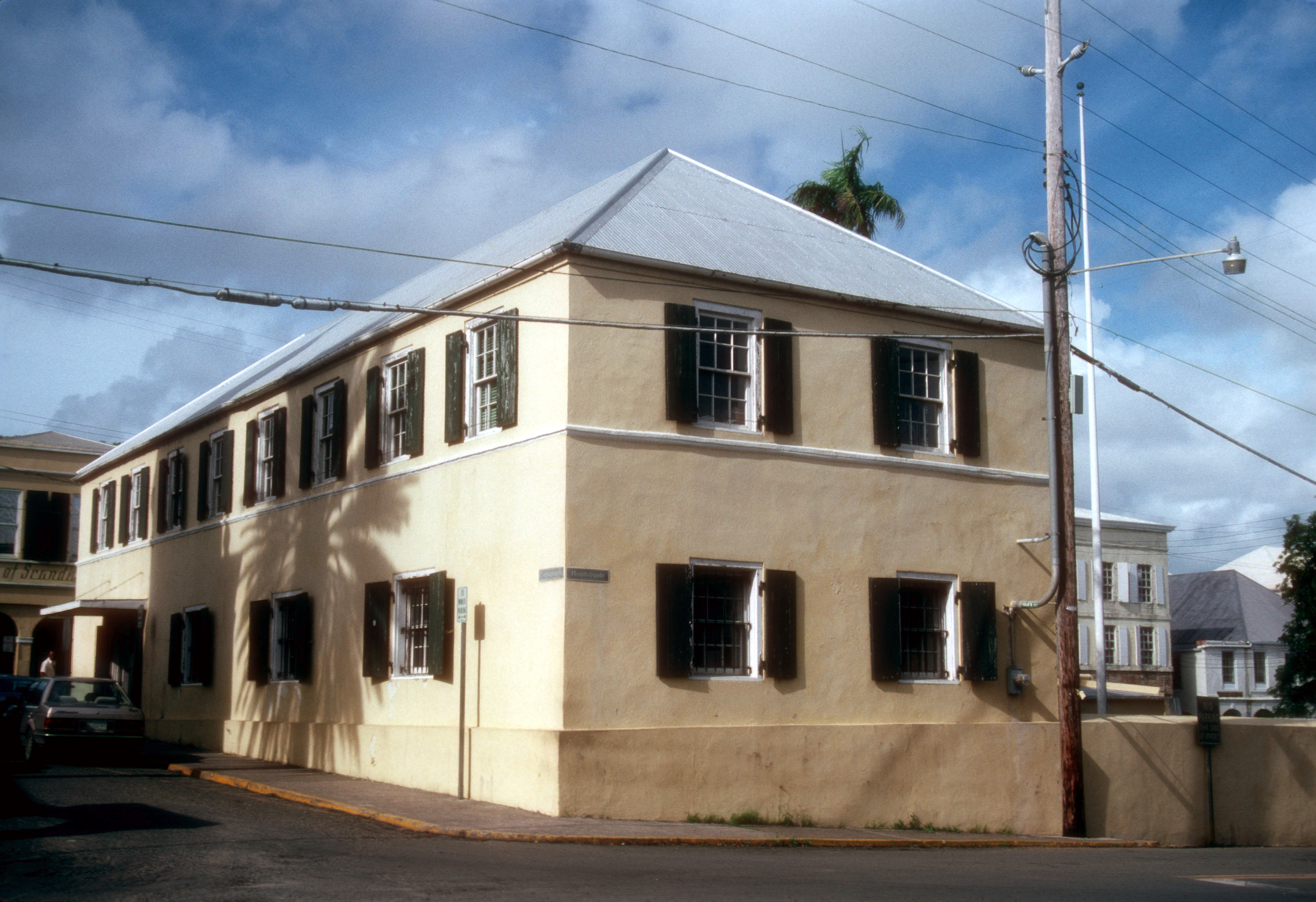
Danish West India and Guinea Company Warehouse (2010)

Zu der Christiansted National Historic Site gehören sechs Strukturen von besonderer historischer Bedeutung:
- Government House
- Fort Christiansværn 17° 44′ 49″ N, 64° 42′ 6″ W
- Danish West India and Guinea Company Warehouse 17° 44′ 47″ N, 64° 42′ 9″ W
- Steeple Building 17° 44′ 46″ N, 64° 42′ 9″ W
- Danish Custom House 17° 44′ 48″ N, 64° 42′ 9″ W
- Scale House

Als weitere Contributing Properties gelten seit dem 5. März 1999:
- Das Stallgebäude von Fort Christiansvaern
- Ein Musikpavillon der United States Navy

### Steeple Building

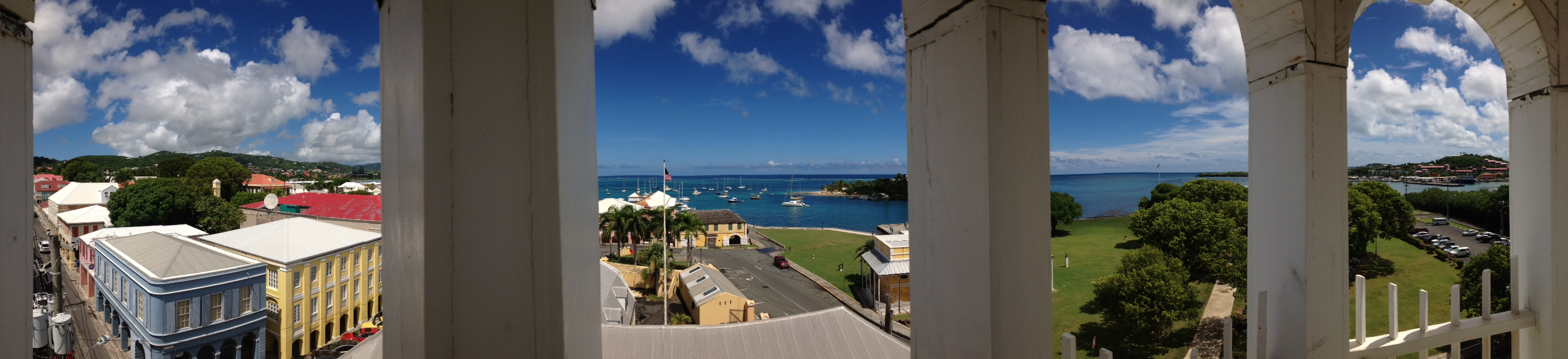
Blick aus dem Steeple Building auf Christiansted (2014)

### Danish Custom House

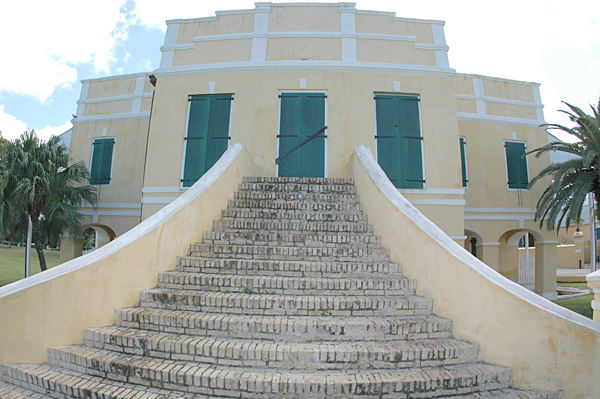
Eingangstreppe Danish Custom House (2006)

### Government House

Nordwestfassade Government House (Historic American Buildings Survey)

Government House bestand ursprünglich aus zwei Gebäuden, dem 1747 errichteten Johan Vilhelm Shopen House und der Søbøtkergaard, die von 1794 bis 1797 erbaut wurde. Das Johan Vilhelm Shopen House bildet heute den zentralen Teil des Government House, das U-förmig eine Fläche von 82 × 41 m einnimmt. Es war ab 1771 Residenz des Gouverneurs von Dänisch-Westindien. In den 1830er Jahren wurde der Søbøtkergaard mit dem Government House verbunden und um ein Stockwerk vergrößert. In der Gestaltung der Gesamtanlage lassen sich drei Architekturstile unterscheiden: Das Johan Vilhelm Shopen House weist Elemente des Barock auf, der zur Entstehungszeit in Dänemark populär war. Der Søbøtkergaard folgt dem Klassizismus, was sich unter anderem an der Galerie mit bogenförmigen Öffnungen zeigt. Die Erweiterungs- und Verbindungsbauten aus den 1830er Jahren sind der Neoklassik zuzuordnen und enthalten einen offiziellen Treppenaufgang sowie einen Platz an der Nordseite des Westflügels.

### Fort Christiansværn

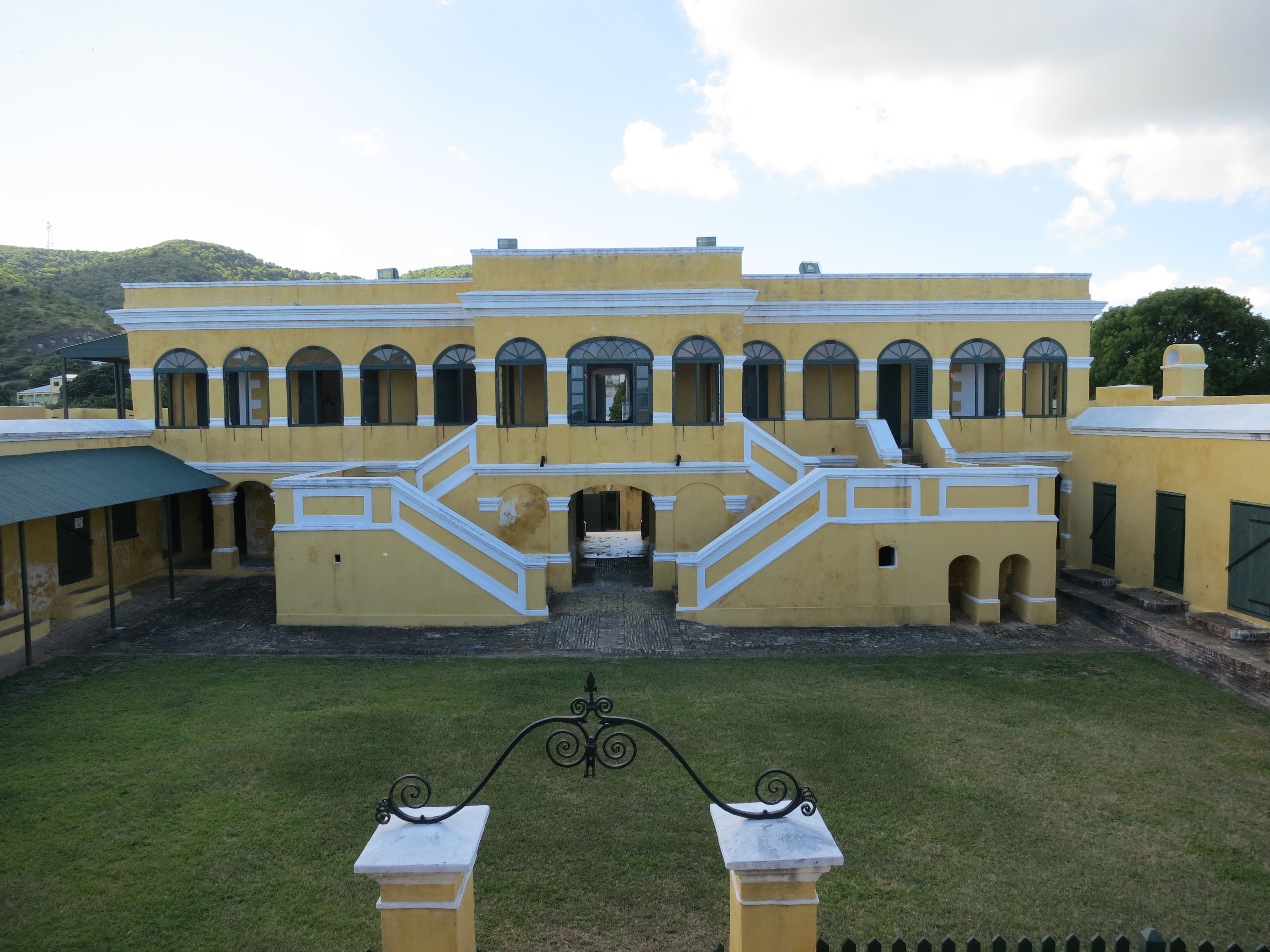
Fort Christiansværn (2012)

Das mit Ziegelstein, Bruchstein und Holz als Baumaterialien errichtete Fort Christiansværn entstand zwischen 1738 und 1749 auf einem früheren Befestigungswerk des Königreich Frankreich. Dabei setzte die Dänische Westindien-Kompanie neben Soldaten auch Sklaven ein. Bis 1771 war Fort Christiansværn die Residenz des Gouverneurs von Dänisch-Westindien. Das Fort überwacht die Hafenzufahrt aus Norden und Nordosten und nahm anfangs eine Fläche von 40 × 43 m ein. In den 1830er Jahren wurden Ställe und ein Gefängnistrakt angebaut, was die Grundfläche auf knapp 74 × 75 m vergrößerte. Bis zum Jahr 1878 wurde Fort Christiansværn militärisch genutzt, danach wurde es eine Polizeistation und ein Gerichtsgebäude. Einige Bauelemente wie zum Beispiel das Ausfalltor, die Bögen der Galerie und das gemauerte Treppenhaus sind in einem italienisierenden Stil gehalten, wie er in Dänemark im ersten Viertel des 18. Jahrhunderts populär gewesen war.